# 아이오와 코커스
아이오와 코커스(Iowa Caucus)는 미국의 대통령 예비 선거 과정 중 아이오와주의 각 군에서 코커스(당원대회) 형식으로 대의원을 선출하는 행사를 말한다. 아이이오와 주의 99개 군에서 99 차례의 집회가 벌어진다.
아이오와 코커스가 미국 대통령 선거 기간 동안 받는 언론의 관심은 주목할 만하다. 1972년부터, 아이오와 코커스는 처음으로 열리는 대통령 예비 선거이다. 미국의 대통령 후보를 지명하는 대의원의 1%만이 아이오와 코커스를 통해 정해지지만, 최종적으로 어느 후보가 정당 후보로 지명될 것인가에 대한 풍향계 역할을 하며, 지지를 받지 못한 후보는 조기 사퇴하기도 한다.
2016년, 공화당과 민주당의 아이오와 코커스는 2월 1일 개최되었다.

## 역대 결과
주: 굵은 글씨는 각 정당의 예비 선거에서 후보로 지명된 후보자를 표시한다. 굵은 기울임꼴은 본 선거에서 승리하여 대통령에 당선된 후보자를 표시한다.

### 공화당
- 1976년 (1월 19일): 제럴드 포드 (45%), 로널드 레이건 (43%)
- 1980년 (1월 21일): 조지 H. W. 부시 (32%), 로널드 레이건 (30%), 하워드 베이커 (15%), 존 코널리 (9%), 필 크레인 (7%), 존 B. 앤더슨 (4%), 밥 돌 (2%)
- 1984년 (2월 20일): 로널드 레이건 (반대 없음)
- 1988년 (2월 8일): 밥 돌 (37%), 팻 로버트슨 (25%), 조지 H. W. 부시 (19%), 잭 켐프 (11%), 피트 듀폰트 (7%)
- 1992년 (2월 10일): 조지 H. W. 부시 (반대 없음)
- 1996년 (2월 12일): 밥 돌 (26%), 팻 뷰캐넌 (23%), 러마 알렉산더 (18%), 스티브 포브스 (10%), 필 그램 (9%), 앨런 키스 (7%), 리처드 루거 (4%), 모리 테일러 (1%)
- 2000년 (1월 24일): 조지 W. 부시 (41%), 스티브 포브스 (31%), 앨런 키스 (14%), 게리 바워 (9%), 존 매케인 (5%), 오린 해치 (1%)
- 2004년 (1월 19일): 조지 W. 부시 (반대 없음)
- 2008년 (1월 3일): 마이크 허커비 (34%), 밋 롬니 (25%), 프레드 톰프슨 (13%), 존 매케인 (13%), 론 폴 (10%), 루돌프 줄리아니 (4%), 덩컨 헌터 (1%)
- 2012년 (1월 3일): 릭 샌토럼 (25%), 밋 롬니 (25%), 론 폴 (21%), 뉴트 깅리치 (13%), 릭 페리 (10%), 미셸 바크먼 (5%), 존 헌츠먼 (0.6%)
- 2016년 (2월 1일): 테드 크루즈 (27.7%), 도널드 트럼프 (24.3%), 마코 루비오 (23.1%), 벤 카슨 (9.3%), 랜드 폴 (4.5%), 젭 부시 (2.8%), 칼리 피오리나 (1.9%), 기타 (7.3%)[1][2]
- 2020년 (2월 3일): 도널드 트럼프 (97.1%), 빌 웰드 (1.3%), 조 월시 (1.1%)[3]

### 민주당
- 1972년 (1월24일): "부동표" (36%), 에드먼드 머스키 (36%), 조지 맥거번 (23%), 휴버트 호레이쇼 험프리 (2%), 유진 매카시 (1%), 셜리 치좀 (1%), 헨리 M. 잭슨 (1%)[4]
- 1976년 (1월 19일): "부동표" (37%), 지미 카터 (28%) Birch Bayh (13%), 프레드 R. 해리스 (10%), 모리스 유돌 (6%), 사전트 슈라이버 (3%), 헨리 M. 잭슨 (1%)
- 1980년 (1월 21일): 지미 카터 (59%), 에드워드 M. 케네디 (31%)
- 1984년 (2월 20일): 월터 먼데일 (49%), 게리 하트 (17%), 조지 맥거번 (10%), 앨런 크랜스턴 (7%), 존 글렌 (4%), Reubin Askew (3%), 제시 잭슨 (2%)
- 1988년 (2월 8일): 딕 게파트 (31%), 폴 사이먼 (27%), 마이클 듀카키스 (22%), 브루스 배빗 (6%)
- 1992년 (2월 10일): 톰 하킨 (76%), "부동표" (12%), 폴 송거스 (4%), 빌 클린턴 (3%), 밥 케리 (2%), 제리 브라운 (2%)
- 1996년 (2월 12일): 빌 클린턴 (98%), "부동표" (1%), 랠프 네이더 (1%)
- 2000년 (1월 24일): 앨 고어 (63%), 빌 브래들리 (37%)
- 2004년 (1월 19일): 존 케리 (38%), 존 에드워즈 (32%), 하워드 딘 (18%), Dick Gephardt (11%), 데니스 쿠시니치 (1%)
- 2008년 (1월 3일): 버락 오바마 (38%), 존 에드워즈 (30%), 힐러리 클린턴 (29%), 빌 리처드슨 (2%), 조 바이든 (1%)[5]
- 2012년 (1월 3일): 버락 오바마 (98%), "부동표" (2%)
- 2016년 (2월 1일): 힐러리 클린턴 (49.8%), 버니 샌더스 (49.6%), 마틴 오맬리 (0.5%)[6][2]
- 2020년 (2월 3일): 피트 부티지지 (26.2%), 버니 샌더스 (26.1%), 엘리자베스 워런 (18%), 조 바이든 (15.8%)[7]

## 같이 보기
- 미국 대통령 선거